# Zia (langue)
Pour les articles homonymes, voir Zia (homonymie).
Le zia est une langue papoue parlée en Papouasie-Nouvelle-Guinée, dans la province de Morobe.

## Classification
Le zia fait partie des langues binandéréennes qui sont rattachées à la famille des langues de Trans-Nouvelle Guinée.

## Phonologie
Les consonnes et les voyelles du zia :

### Voyelles
|         | Antérieure | Centrale | Postérieure |
| ------- | ---------- | -------- | ----------- |
| Fermée  | i [i]      |          | u [u]       |
| Ouverte | ɛ [ɛ]      | ɑ [ɑ]    | ɔ [ɔ]       |

### Voyelles nasales
Le zia possède des voyelles nasales. La nasalisation est écrite /-ng-/.
- angda, queue
- mongde, feuille tendre
- naingbo, route
- wawengna, dans la main
- mungzu, œuf

### Consonnes
|              |              | Bilabiales | Dentales | Alvéolaires | Dorsales | Dorsales |
| ------------ | ------------ | ---------- | -------- | ----------- | -------- | -------- |
| Palatales    | Vélaires     | Bilabiales | Dentales | Alvéolaires |          |          |
| Occlusives   | Sourde       | p [p]      | t̪ [t̪]    |             |          | k [k]    |
| Occlusives   | Sonore       | b [b]      |          | d [d]       |          | g [g]    |
| Fricative    | Fricative    |            |          | s [s]       |          |          |
| Affriquée    | Affriquée    |            |          | dz [d͡z]     |          |          |
| Nasale       | Nasale       | m [m]      |          | n [n]       |          |          |
| Roulée       | Roulée       |            |          | r [ɾ]       |          |          |
| Semi-voyelle | Semi-voyelle | w [w]      |          |             | j [j]    |          |

### Allophones
Les consonnes occlusives sourdes sont aspirées. [w] est [β] devant [i] et [ɛ].

## Sources
- (en) Anonyme, Zia Organized Phonological Data, manuscrit, Ukarumpa, SIL International.